# Восток (батальон, Чечня)
Батальо́н «Восто́к» — батальон специального назначения (спецназ) ГРУ в составе 291-го гвардейского мотострелкового полка 42-й гвардейской мотострелковой дивизии, сформированный в 2003 году преимущественно из чеченцев, ранее вместе с Сулимом Ямадаевым перешедшими на сторону федеральных сил во время Второй чеченской войны. Ямадаев возглавлял батальон в течение большей части его истории. Батальон расформирован в ноябре 2008 года.

## История
Братья Ямадаевы, принадлежавшие к влиятельному тейпу Беной, занимали различные посты в вооружённых силах Чеченской Республики Ичкерия во время Первой чеченской войны, а в межвоенное время контролировали Гудермес. В начале Второй чеченской войны Ямадаевы, уже фактически переставшие подчиняться Аслану Масхадову, перешли на сторону федеральных сил. Старший брат Руслан Ямадаев стал заместителем военного коменданта Чечни, Джабраил Ямадаев возглавил стрелковую роту военной комендатуры и погиб в бою с сепаратистами в марте 2003 года. После этого Сулим возглавил новое подразделение — батальон «Восток», задачей которого была борьба с боевиками. Другой батальон под командованием Саид-Магомеда Какиева получил название «Запад». По словам самого Сулима Ямадаева, батальон входил в состав 42-й гвардейской мотострелковой дивизии, но подчинялся не её командованию, а Главному разведывательному управлению (ГРУ).
4 июня 2005 года после того, как в населённой преимущественно аварцами станице Бороздиновской Шелковского района Чечни неизвестные убили отца одного из бойцов «Востока», батальон провёл в станице «зачистку». После массовых обысков бойцы сожгли несколько домов, убили одного из жителей станицы и увели в неизвестном направлении ещё 11 мужчин, которых больше никто не видел. После этого сотни жителей Бороздиновской — аварцев бежали в Дагестан. В 2021 году Европейский суд по правам человека постановил выплатить 126 заявителям — жителям Бороздиновской в общей сложности более 1,8 млн евро компенсации. Из бойцов «Востока» ответственность понёс только командир роты Мухади Азиев, признанный виновным в превышении должностных полномочий и получивший условный срок.
В 2006 году сообщалось, что военнослужащие «Востока» и «Запада» обеспечивали безопасность военнослужащих 100-го отдельного мостового батальона при восстановлении инфраструктуры Ливана после конфликта между Хезболлой и Израилем
К 2008 году батальоны «Восток» и «Запад» оставались единственными подразделениями чеченских силовиков, не подконтрольными главе республики Рамзану Кадырову. В течение 2007 года у «Востока» были отобраны несколько объектов недвижимости в разных районах Чечни. В апреле 2008 года после дорожного конфликта между сотрудниками «Востока», среди которых был младший брат командира батальона Бадрудин Ямадаев, и личной охраны Кадырова в Гудермес вошли крупные силы «кадыровцев», которые заблокировали базу «Востока». Позже Кадыров публично обвинил Сулима Ямадаева в похищениях людей и вымогательствах. В мае 2008 года в отношении Сулима Ямадаева было возбуждено уголовное дело о похищении и убийстве в 1998 году жителя Гудермесского района Усмана Бацаева, в начале августа 2008 года Ямадаева объявили в федеральный розыск, Министерство обороны, как сообщалось, отстранило его от командования батальоном. В июне 2008 года руководство Министерства обороны провело в «Востоке» и «Западе» переаттестацию и уменьшило численность батальонов (до сокращения — ок. 600 человек в каждом) на 30 %, что рассматривалось многими как меры, проводимые в интересах Кадырова.
Батальон «Восток» принял активное участие в боях в Южной Осетии в ходе войны в Грузии в августе 2008 года. Министерство обороны России сообщало об участии в боевых действиях двух рот батальонов «Восток» и «Запад». Несмотря на нахождение Ямадаева в федеральном розыске, он лично командовал действиями своих подчинённых, которые 9 августа участвовали в боях за Цхинвали, затем вошли на ранее внеконфликтную территорию Грузии и 13 августа остановились на окраине Гори. Журналист Аркадий Бабченко, сопровождавший батальон, писал: «Мнение о ямадаевцах я изменил. Это не армия, это семья. Отношения типа „эй, ты, полудурок, иди сюда“ здесь немыслимы. Остались только те, кто не ушел к Кадырову. Все воюют великолепно, хотя и много молодых, для которых это был первый бой. Подрастерялись чуть-чуть, но все равно — по ним танками долбят, а они вперед прут».
8 ноября 2008 года заместитель главнокомандующего Сухопутных войск генерал-полковник Владимир Молтенской на встрече с Рамзаном Кадыровом сообщил о расформировании с того же числа батальонов «Восток» и «Запад»; после завершения соответствующих процедур на базе двух батальонов планировалось создание двух мотострелковых рот численностью до ста пятидесяти человек в каждой, которые будут входить в 42-ю мотострелковую дивизию. Сулим Ямадаев утверждал, что «большинство востоковцев ушло к Кадырову». В марте 2009 года Ямадаев был застрелен в Дубае. Полиция Дубая в связи с подозрением в причастности к убийству объявляла в международный розыск депутата Государственной думы от Чечни, родственника и «правую руку» Кадырова Адама Делимханова, но в 2012 году отозвала ордер.

## Прочая деятельность бойцов батальона
В 2006 году бойцы батальона были замечены во время конфликта на Санкт-Петербургском мясоперерабатывающем заводе «Самсон», в результате чего было возбуждено уголовное дело. Ямадаев и некоторые другие бойцы батальона «Восток» обвинялись в самоуправстве и причинении телесных повреждений средней тяжести директору мясокомбината Хамзату Арсамакову. Впоследствии, в марте 2007 года прокуратура Ленинградского военного округа прекратила уголовное преследование в связи с примирением сторон.